# Вайдман, Полина Ефимовна
Поли́на Ефи́мовна Ва́йдман (24 апреля 1947 — 14 ноября 2016) — российский музыковед, специалист по творчеству П. И. Чайковского.

## Биография
Окончила Государственный музыкально-педагогический институт имени Гнесиных (1973), ученица М. Э. Риттих. Начиная со студенческой практики в 1970 году и до конца жизни работала в Доме-музее П. И. Чайковского в Клину. Доктор искусствоведения (2000, диссертация «Архив П. И. Чайковского: текстологические и биографические исследования»).
Подготовила (совместно с Л. З. Корабельниковой и В. В. Рубцовой) тематико-библиографический указатель сочинений Чайковского (2003), издание переписки Чайковского с Н. Ф. фон Мекк. 
В 2010 году получила грант Президента Российской Федерации для поддержки творческих проектов общенационального значения в области культуры и искусства на осуществление проекта по подготовке и изданию книги "П.И.Чайковский - П.И.Юргенсон" (переписка в 2 томах).
В 2015 году вышли в свет первые тома Полного собрания сочинений П. И. Чайковского, подготовленные Вайдман и включающие, в частности, оригинальную авторскую редакцию скрипичного и Первого фортепианного концертов, традиционно исполняющихся в исполнительских версиях; за эту работу удостоена Приза Ассоциации музыкальных критиков Москвы.
Значительную роль сыграла Полина Вайдман в осуществлении второй реконструкции утраченной Симфонии ми-бемоль мажор Чайковского.
Заслуженный работник культуры РФ (1995).